# Winna-Wypychy
Winna-Wypychy [pronunciación en polaco: /ˈvinna vɨˈpɨxɨ/] es un pueblo ubicado en el distrito administrativo de Gmina Ciechanowiec, dentro del Condado de Wysokie Mazowieckie, Voivodato de Podlaquia, en el norte de Polonia oriental. Se encuentra aproximadamente a 4 kilómetros al este de Ciechanowiec, a 27 kilómetros al sur de Wysokie Mazowieckie, y a 64 kilómetros al suroeste de la capital regional Białystok.
El pueblo tiene una población de 90 habitantes.